# Igrici
Igrici ist eine ungarische Gemeinde im Kreis Mezőcsát im Komitat Borsod-Abaúj-Zemplén.

## Geografische Lage
Igrici liegt in Nordungarn, 28 Kilometer südlich des Komitatssitzes Miskolc und 6 Kilometer nördlich der Kreisstadt Mezőcsát. Nachbargemeinden sind Hejőpapi und Emőd.

## Geschichte
Im Jahr 1907 gab es in der damaligen Großgemeinde 365 Häuser und 1264 Einwohner auf einer Fläche von 3517 Katastraljochen. Sie gehörte zu dieser Zeit zum Bezirk Mezőcsát im Komitat Borsod.

## Sehenswürdigkeiten
- Mihály-Tompa-Büste
- Reformierte Kirche, 1794 erbaut, 1970 wurde der Innenraum umgestaltet
- Römisch-katholische Kapelle Magyarok Nagyasszonya
- Weltkriegsdenkmäler

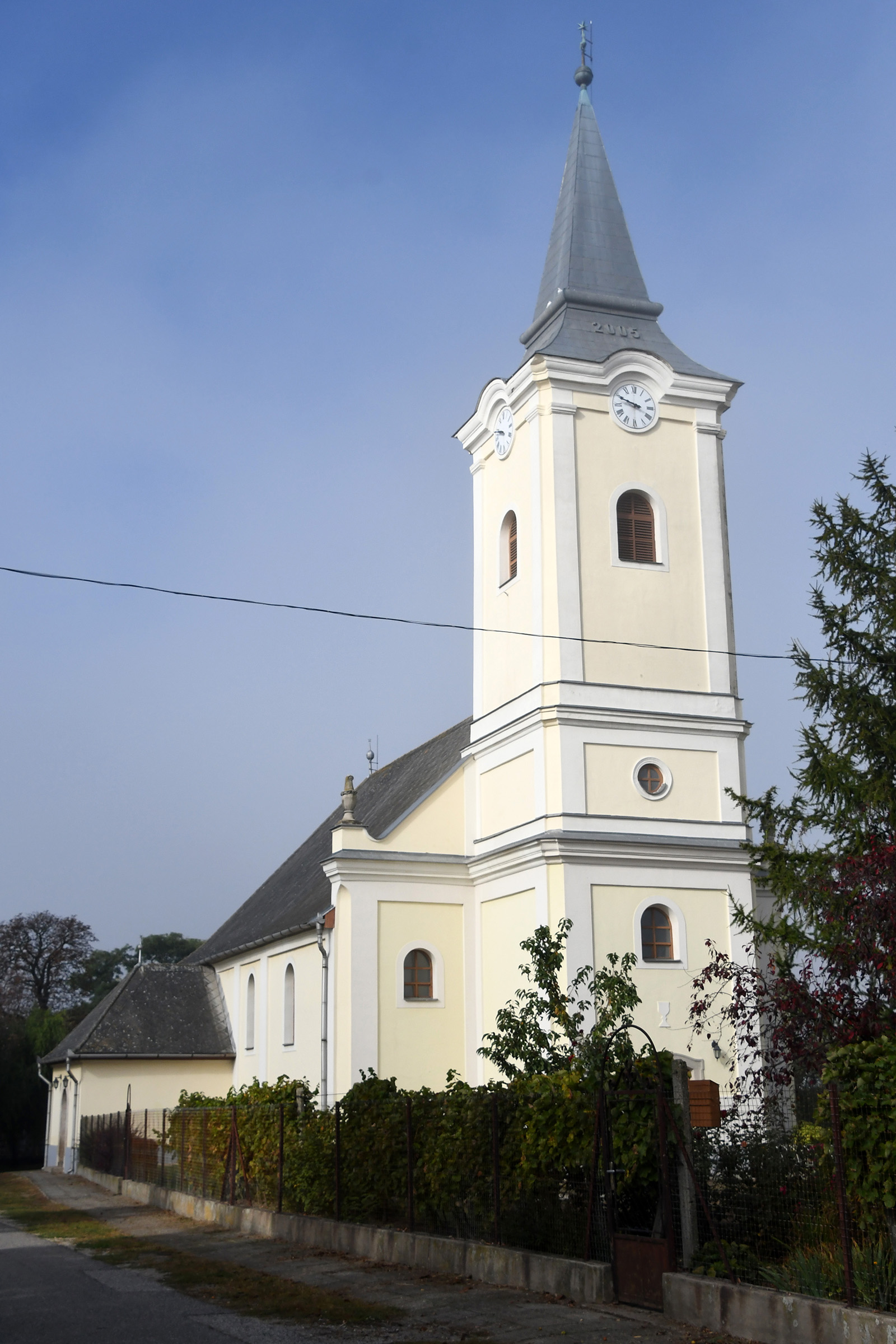
Reformierte Kirche
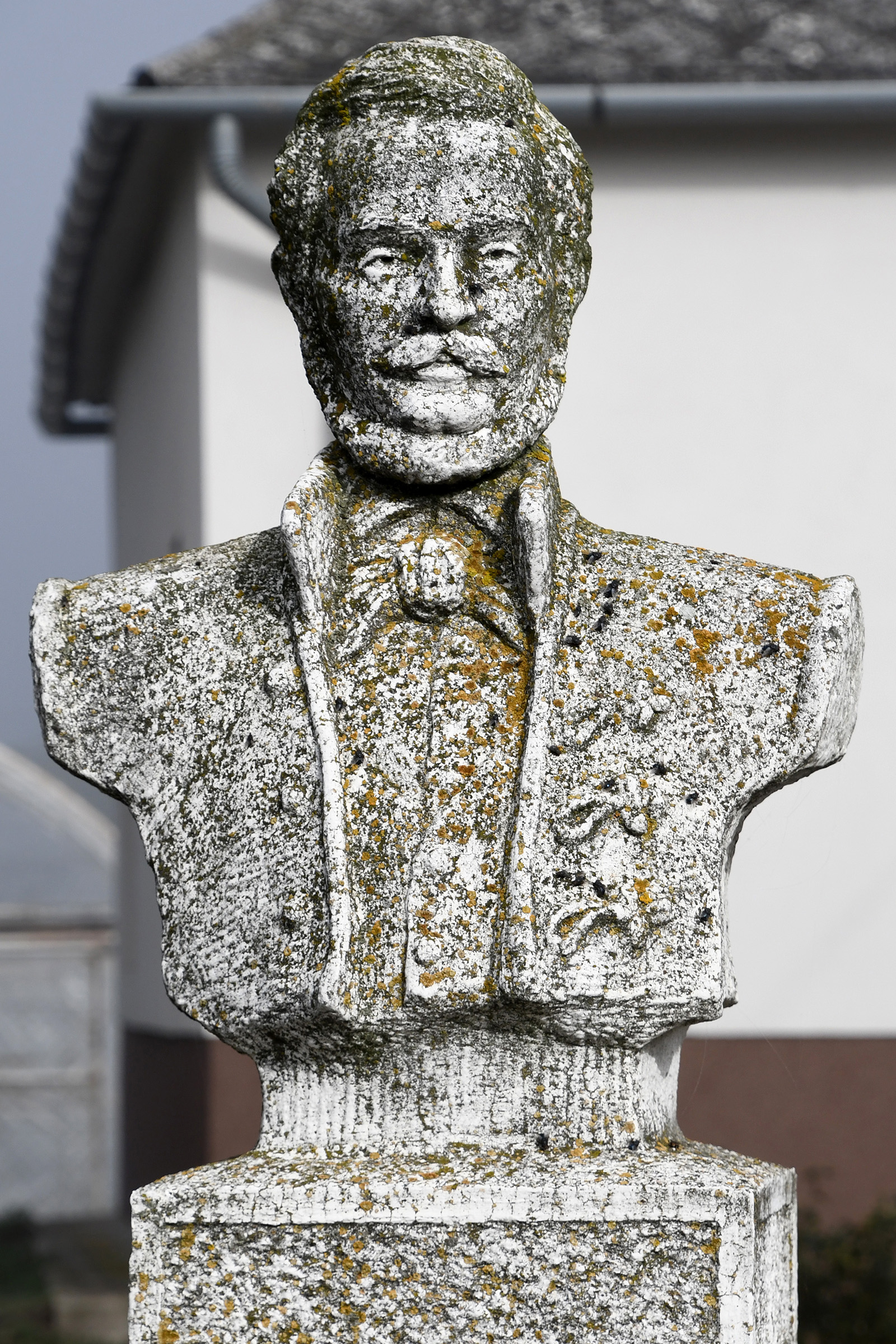
Mihály-Tompa-Büste

## Verkehr
Durch Igrici verläuft die Nebenstraße Nr. 33105, östlich des Ortes die Landstraße Nr. 3307 und nördlich die Autobahn M3. Es bestehen Busverbindungen nach Mezőcsát sowie über Nyékládháza nach Miskolc. Der nächstgelegene Bahnhof befindet sich nördlich in Hejőkeresztúr.